# Републикански път III-301
Републикански път IIІ-301 е третокласен път, част от републиканската пътна мрежа на България, преминаващ по територията на области Плевен и Ловеч. Дължината му е 52 км.
Пътят се отклонява наляво при 42,2-ри км на Републикански път I-3 в северната част на село Козар Белене и се насочва на юг. След селото пресича река Осъм и до края си следва левия бряг на реката. Преминава през град Левски, завива на югозапад, минава през село Асеновци и навлиза в Област Ловеч. Последователно преминава през град Летница и селата Александрово, Йоглав и Умаревци, достига до град Ловеч и в северната му част се съединява с Републикански път II-35 при неговия 39,5-и км.
По протежението на пътя наляво от него се отделят два третокласни пътя от Републиканската пътна мрежа с четирицифрени номера:
- при 16,6 км, в град Летница — Републикански път III-3011 (44,6 км) през селата Горско Сливово, Крамолин, Горско Косово, Бяла река и Горско Калугерово до 7,4 км на Републикански път III-405;
- при 37,5 км, източно от село Дойренци — Републикански път III-3013 (24,8 км) през селата Деветаки, Брестово и Къкрина до 40,7 км на Републикански път III-401.

| Пътища, отклоняващи се надясно (населено място, № на пътя, посока на пътя) | Км   | Пътища, отклоняващи се наляво (посока на пътя, № на пътя, населено място) |
| -------------------------------------------------------------------------- | ---- | ------------------------------------------------------------------------- |
| Община Левски, Област Плевен, I-3, 42,2 км, с. Козар Белене ←              | 0,0  | ← с. Козар Белене, 42,2 км, I-3, Област Плевен, Община Левски             |
| (от с. Българене) III-303, 10,4 км, гр. Левски →                           | 7,9  | → гр. Левски, 10,4 км, III-303 (до 88,3 км на III-609)                    |
| с. Асеновци                                                                | 13,5 | с. Асеновци                                                               |
| Община Летница, Област Ловеч                                               | 15,6 | Област Ловеч, Община Летница                                              |
| гр. Летница                                                                | 16,6 | → гр. Летница, 0 км, III-3011 (до 7,4 км на III-405)                      |
| (от гр. Плевен) III-3501, 33,9 км, гр. Летница →                           | 18,3 | гр. Летница                                                               |
| Община Ловеч                                                               | 22,8 | Община Ловеч                                                              |
|                                                                            | 24,2 | → общински път (за с. Чавдарци)                                           |
| (за с. Борислав) общински път, с. Александрово ←                           | 29,4 | → с. Александрово, общински път (за с. Чавдарци)                          |
| (за с. Дренов) общински път ←                                              | 31,2 |                                                                           |
|                                                                            | 37,5 | → 0 км, III-3013 (до 40,7 км на III-401)                                  |
| (от с. Коиловци) III-3402, 35,9 км →                                       | 39,9 |                                                                           |
| с. Йоглав                                                                  | 41,7 | → с. Йоглав, общински път (за с. Тепава)                                  |
| с. Умаревци                                                                | 45,3 | с. Умаревци                                                               |
| (за с. Горан) общински път ←                                               | 46,1 |                                                                           |
| (за с. Горан) общински път, гр. Ловеч ←                                    | 50,1 | гр. Ловеч                                                                 |
| (от 80,1 км на I-3) II-35, 39,5 км, гр. Ловеч →                            | 52,0 | → гр. Ловеч, 39,5 км, II-35 (до с. Кърнаре)                               |